# Lándor
Lándor (románul: Nandra) falu Romániában, Maros megyében.

## Története
Magyarbükkös község része. A trianoni békeszerződésig Alsó-Fehér vármegye Marosújvári járásához tartozott.

## Népessége
2002-ben 151 lakosa volt, ebből 81 cigány, 69 román és 1 magyar nemzetiségű.

## Vallások
A falu lakói közül 145-en ortodox, 2-en görögkatolikus, 2-en pünkösdista hitűek és 2 fő református.